# Jacob Aertsz. Colom
Jacob Aertsz. Colom (Dordrecht, 1600 – Amsterdam, 1673) was een Amsterdamse drukker en boekhandelaar.

## Biografie
Colom vestigde zich in 1622 in Amsterdam, waar hij lid van het boekverkopersgilde werd. Hij trouwde met Barbertge Jans en later zouden twee van hun kinderen ook boekverkopers worden. Hun dochter Johanna trouwde met de boekhandelaar Pieter van Alphen uit Rotterdam en hun zoon Arnoud (Aernout), geboren in 1623 of 1624, begon zijn eigen winkel in Amsterdam rond 1650. Jacob Colom was drukker, boekverkoper en kaartenmaker. Hij bezat een uitstekend gevoel van ondernemerschap waarmee in concurrentie trad met de, toen enige, zeekaartenmaker in Amsterdam Willem Janszoon Blaeu. In 1627 kocht hij een huis aan dezelfde straat waar Blaeu woonde, "Op 't Water" (Damrak 45), op de hoek van de Mandemakerssteeg. Het huis kreeg de naam "De Vyerighe Colom" evenals zijn zeemansgids die werd gepubliceerd in 1632, waarmee hij op vijandige voet met Willem Blaeu kwam te staan. Colom wilde zich niet beperken tot de publicatie van maritieme werken, maar drukte in 1635 ook een kleine atlas van de Lage Landen, eveneens getiteld De Vyerighe Colom (...). Daarnaast had hij in 1633 alle werken van Coornhert gedrukt. Zijn bedrijf moet hebben gefloreerd, er is bekend dat in de periode 1632 – ca.1671 van zijn zeemansgids vele uitgaven in het Nederlands, Frans en het Engels op de markt zijn gebracht. Ook is bekend dat hij als globemaker actief is geweest, hoewel er geen exemplaren van zijn globes bewaard zijn gebleven. Ze worden vermeld in de goedereninventaris van de Van Keulen uitgeverij, opgesteld in 1689.
Na het overlijden van Colom werden zijn persoonlijke bezittingen (drukpersen, koperen platen en boeken) geveild op 25 september 1673.